# جوزيف جونز
جوزيف جونز (بالإنجليزية: Joe Jones)‏ (9 يناير 1887 المملكة المتحدة - 23 يوليو 1941 ستوك أون ترينت المملكة المتحدة) هو لاعب كرة قدم بريطاني سابق كان يلعب كمدافع.